# Maule (region)
Region Maule (hiszp. VII Región del Maule) – jeden z 16 regionów administracyjnych Chile. Ośrodkiem administracyjnym regionu jest miasto Talca (237 tys. mieszkańców w 2017).
Prowincje regionu:
- Curicó
- Talca
- Cauquenes
- Linares